# 오무라고래
오무라고래(Balaenoptera omurai)는 고래 중 최근에 발견되어 거의 알려진 바가 없는 종이다. 아직까지 널리 불리는 통칭은 없어, 일본의 고래학자 오무라 히데오의 이름을 붙여 오무라고래라고 일컬어지거나 학명으로 불린다. 이들의 발견은 2003년 11월 20일에 일본의 과학자인 와다 시로, 오이시 마사유키 등에 의해 《네이처》지에 발표되었다. 3명의 과학자는 종의 존재를 형태와 연구선이 인도-태평양에서 잡은 8마리와 동해에서 발견된 개체의 미토콘드리아 DNA를 조사해 발견했다.

## 같이 보기
- 고래류의 종 목록
- 수염고래